# Beauprea
Genre
Beauprea est un genre de plantes à fleurs de la famille des Proteaceae.

## Répartition
Les espèces du genre Beauprea sont endémiques de Nouvelle-Calédonie.

## Liste d'espèces
Selon BioLib (5 janvier 2021) et The Plant List (5 janvier 2021) :
- Beauprea asplenioides Schltr.
- Beauprea balansae Brongn. & Gris
- Beauprea comptonii S.Moore
- Beauprea congesta Virot
- Beauprea crassifolia Virot
- Beauprea filipes Schltr.
- Beauprea gracilis Brongn. & Gris
- Beauprea montana (Brongn. & Gris) Virot
- Beauprea montis-fontium Guillaumin
- Beauprea neglecta Virot
- Beauprea pancheri Brongn. & Gris
- Beauprea penariensis Guillaumin
- Beauprea spathulifolia Brongn. & Gris

Selon Tropicos (5 janvier 2021) (Attention liste brute contenant possiblement des synonymes) :
- Beauprea asplenioides Schltr.
- Beauprea balansae Brongn. & Gris
- Beauprea comptonii S. Moore
- Beauprea congesta Virot
- Beauprea crassifolia Virot
- Beauprea diversifolia Brongn. & Gris
- Beauprea filipes Schltr.
- Beauprea gracilis Brongn. & Gris
- Beauprea montana (Brongn. & Gris) Virot
- Beauprea montis-fontium Guillaumin
- Beauprea multijuga S. Moore
- Beauprea neglecta Virot
- Beauprea pancheri Brongn. & Gris
- Beauprea penariensis Guillaumin
- Beauprea spathulaefolia Brongn. & Gris